# Steve Mahre
Steve Mahre, właśc. Steven Irving Mahre (ur. 10 maja 1957 w Yakima) – amerykański narciarz alpejski, wicemistrz olimpijski oraz mistrz świata.

## Kariera
W zawodach Pucharu Świata zadebiutował 12 stycznia 1975 roku w Wengen, zajmując 16. miejsce w slalomie. Pierwsze punkty (do sezonu 1978/79 punktowało tylko dziesięciu najlepszych zawodników) zdobył 27 stycznia 1976 roku w Zwiesel, gdzie zajął dziewiąte miejsce w gigancie. W kolejnych startach w sezonie 1975/1976 jeszcze dwukrotnie plasował się w czołowej dziesiątce, w tym raz stanął na podium. Dokonał tego 7 marca 1976 roku w Copper Mountain, gdzie był drugi w slalomie, za Ingemarem Stenmarkiem ze Szwecji. W klasyfikacji generalnej zajął 27. miejsce, w klasyfikacji giganta był trzynasty, a w klasyfikacji slalomu ósmy. W lutym 1976 roku wziął udział w igrzyskach olimpijskich w Innsbrucku, gdzie rywalizację w gigancie zakończył na trzynastej pozycji.
Pierwsze zwycięstwo w zawodach Pucharu Świata 4 marca 1978 roku w Stratton Mountain, gdzie był najlepszy w slalomie. Było to jednak jego jedyne podium w tym sezonie i w klasyfikacji generalnej zajął 23. miejsce. Wystartował także na mistrzostwach świata w Garmisch-Partenkirchen w 1978 roku. Zajął tam ósme miejsce w slalomie i szesnaste w gigancie. Kolejne zwycięstwo odniósł blisko trzy lata później, 11 stycznia 1981 roku w Garmisch-Partenkirchen, ponownie wygrywając slalom. W sezonie 1980/1981 na podium stanął jeszcze cztery razy, jednak nie odniósł już zwycięstwa. W klasyfikacji generalnej zajął ostatecznie czwarte miejsce, a w klasyfikacji slalomu był trzeci za Ingemarem Stenmarkiem i swym bratem bliźniakiem Philem Mahre. W międzyczasie wystąpił na igrzyskach olimpijskich w Lake Placid, gdzie był piętnasty w gigancie, a rywalizacji w slalomie nie ukończył.
Najlepsze wyniki osiągnął w sezonie 1981/1982, kiedy był trzeci w klasyfikacji generalnej. Wyprzedzili go jedynie jego brat oraz Ingemar Stenmark. W takiej samej kolejności ci trzej zawodnicy zajęli pierwsze trzy miejsca w klasyfikacji slalomu. Na podium stawał siedem razy, w tym pięciokrotnie zwyciężał: 14 grudnia w Cortina d’Ampezzo wygrywał slalom, 14 lutego w Garmisch-Partenkirchen zwyciężył w slalomie i kombinacji, a 13 marca w Jasnej i 17 marca 1982 roku w Bad Kleinkirchheim był najlepszy w gigancie. W 1982 roku wziął także udział w mistrzostwach świata w Schladming, gdzie wywalczył złoty medal w slalomie. Wyprzedził tam bezpośrednio Stenmarka oraz Borisa Strela z Jugosławii.
W dwóch kolejnych sezonach łącznie tylko cztery razy stanął na podium. W sezonie 1982/1983 dwukrotnie wygrał slalomy: 4 stycznia w Parpan i 6 lutego 1983 roku w St. Anton am Arlberg. Zwycięstwo w St. Anton było jego ostatnim triumfie w zawodach tego cyklu. W klasyfikacji generalnej był dwunasty, a wśród slalomistów zajął czwarte miejsce. Ostatnie podium w karierze wywalczył 13 grudnia 1983 roku w Courmayeur, gdzie był trzeci w slalomie. W czołowej dziesiątce znalazł się jeszcze tylko dwa razy, w efekcie zajmując 47. miejsce w klasyfikacji generalnej. Brał także udział w igrzyskach olimpijskich w Sarajewie w 1984 roku, gdzie osiągnął jeden z największych sukcesów swojej kariery. Mahre był na prowadzeniu po pierwszym przejeździe w slalomie, wyprzedzając pozostałych zawodników o 0,70 sekundy. Jednak w drugim przejeździe uzyskał ósmy wynik, osiągając drugi łączny wynik i zdobywając srebrny medal. Ostatecznie rozdzielił na podium swojego brata Phila oraz Francuza Didiera Bouveta. Na tych samych igrzyskach zajął także siedemnaste miejsce w gigancie.
Wspólnie z bratem jest właścicielem ośrodka treningowego w Park City.

## Osiągnięcia

### Igrzyska olimpijskie
| Miejsce | Dzień     | Rok  | Miejscowość | Konkurencja | Czas biegu | Strata | Zwycięzca        |
| ------- | --------- | ---- | ----------- | ----------- | ---------- | ------ | ---------------- |
| 13.     | 10 lutego | 1976 | Innsbruck   | Gigant      | 3:26,97    | +6,79  | Heini Hemmi      |
| 15.     | 19 lutego | 1980 | Lake Placid | Gigant      | 2:40,74    | +4,20  | Ingemar Stenmark |
| DNF     | 22 lutego | 1980 | Lake Placid | Slalom      | 1:44,26    | –      | Ingemar Stenmark |
| 17.     | 14 lutego | 1984 | Sarajewo    | Gigant      | 2:41,18    | +4,85  | Max Julen        |
| 2.      | 19 lutego | 1984 | Sarajewo    | Slalom      | 1:39,41    | +0,21  | Phil Mahre       |

### Mistrzostwa świata
| Miejsce | Dzień     | Rok  | Miejscowość            | Konkurencja | Czas biegu | Strata | Zwycięzca        |
| ------- | --------- | ---- | ---------------------- | ----------- | ---------- | ------ | ---------------- |
| 13.     | 10 lutego | 1976 | Innsbruck              | Gigant      | 3:26,97    | +6,79  | Heini Hemmi      |
| 16.     | 2 lutego  | 1978 | Garmisch-Partenkirchen | Gigant      | 3:02,52    | +6,03  | Ingemar Stenmark |
| 8.      | 5 lutego  | 1978 | Garmisch-Partenkirchen | Slalom      | 1:39,54    | +4,22  | Ingemar Stenmark |
| 15.     | 19 lutego | 1980 | Lake Placid            | Gigant      | 2:40,74    | +4,20  | Ingemar Stenmark |
| DNF     | 22 lutego | 1980 | Lake Placid            | Slalom      | 1:44,26    | –      | Ingemar Stenmark |
| 1.      | 3 lutego  | 1982 | Schladming             | Gigant      | 2:38,80    | –      | –                |
| DNF     | 7 lutego  | 1982 | Schladming             | Slalom      | 1:48,48    | –      | Ingemar Stenmark |

### Puchar Świata

#### Miejsca w klasyfikacji generalnej
- sezon 1975/1976: 27.
- sezon 1976/1977: 43.
- sezon 1977/1978: 23.
- sezon 1978/1979: 10.
- sezon 1979/1980: 12.
- sezon 1980/1981: 4.
- sezon 1981/1982: 3.
- sezon 1982/1983: 12.
- sezon 1983/1984: 47.

#### Zwycięstwa w zawodach
1. Stratton Mountain – 4 marca 1978 (slalom)
2. Garmisch-Partenkirchen – 11 stycznia 1981 (slalom)
3. Cortina d’Ampezzo – 14 grudnia 1981 (slalom)
4. Garmisch-Partenkirchen – 14 lutego 1982 (slalom)
5. Garmisch-Partenkirchen – 14 lutego 1982 (kombinacja)
6. Jasná – 13 marca 1982 (gigant)
7. Bad Kleinkirchheim – 17 marca 1982 (gigant)
8. Parpan – 4 stycznia 1983 (slalom)
9. St. Anton am Arlberg – 6 lutego 1983 (slalom)

- 9 zwycięstw (6 slalomów, 2 giganty i 1 kombinacja)

#### Pozostałe miejsca na podium
1. Copper Mountain – 7 marca 1976 (slalom) – 2. miejsce
2. Sun Valley – 5 marca 1977 (slalom) – 3. miejsce
3. Val d’Isère – 8 grudnia 1979 (kombinacja) – 2. miejsce
4. Saalbach-Hinterglemm – 15 marca 1980 (slalom) – 2. miejsce
5. Oberstaufen – 13 stycznia 1981 (slalom) – 3. miejsce
6. Oberstaufen – 17 stycznia 1981 (kombinacja) – 2. miejsce
7. Aspen – 7 marca 1981 (gigant) – 3. miejsce
8. Borowec – 25 marca 1981 (slalom) – 2. miejsce
9. Kitzbühel – 17 stycznia 1982 (slalom) – 3. miejsce
10. Jasná – 14 marca 1982 (slalom) – 3. miejsce
11. St. Anton am Arlberg – 6 lutego 1983 (kombinacja) – 3. miejsce
12. Courmayeur – 13 grudnia 1983 (slalom) – 3. miejsce